# William Ralls Morrison

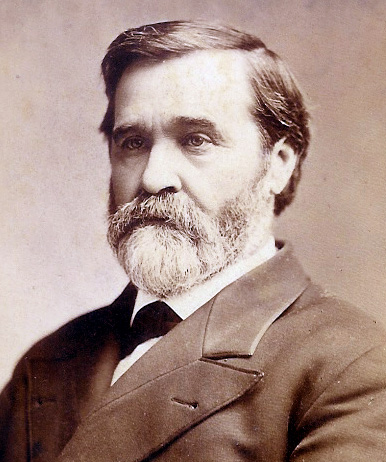
William Ralls Morrison

William Ralls Morrison (* 14. September 1824 im Monroe County, Illinois; † 29. September 1909 in Waterloo, Illinois) war ein US-amerikanischer Politiker. Zwischen 1863 und 1865 sowie nochmals von 1873 bis 1887 vertrat er den Bundesstaat Illinois im US-Repräsentantenhaus.

## Werdegang
William Morrison wurde auf einer Farm nahe der heutigen Stadt Waterloo geboren. Er besuchte die öffentlichen Schulen seiner Heimat und das McKendree College in Lebanon. Danach nahm er als Soldat am Mexikanisch-Amerikanischen Krieg teil. Im Jahr 1849 schloss er sich den Goldsuchern an und ging nach Kalifornien. Bereits 1851 kehrte er nach Illinois zurück. Zwischen 1852 und 1854 war er Gerichtsdiener im Monroe County. Nach einem Jurastudium und seiner 1855 erfolgten Zulassung als Rechtsanwalt begann er in Waterloo in diesem Beruf zu arbeiten. Gleichzeitig schlug er als Mitglied der Demokratischen Partei eine politische Laufbahn ein. Zwischen 1854 und 1860 sowie nochmals in den Jahren 1870 und 1871 war er Abgeordneter im Repräsentantenhaus von Illinois. Dabei fungierte er in den Jahren 1859 und 1860 als Präsident des Hauses. Während des Bürgerkrieges stellte er das 49. Illinois Freiwilligen-Infanterieregiment zusammen, das er als Oberst selbst kommandierte.
Bei den Kongresswahlen des Jahres 1862 wurde Morrison in Abwesenheit, weil er aktiv am Bürgerkrieg teilnahm, im damals neu eingerichteten zwölften Wahlbezirk von Illinois in das US-Repräsentantenhaus in Washington, D.C. gewählt, wo er am 4. März 1863 sein neues Mandat antrat. Da er im Jahr 1864 nicht bestätigt wurde, konnte er bis zum 3. März 1865 zunächst nur eine Legislaturperioden im Kongress absolvieren. Diese war von den Ereignissen des Bürgerkrieges geprägt.
Nach dem Ende seiner Zeit im US-Repräsentantenhaus praktizierte Morrison wieder als Anwalt. Im Jahr 1866 bewarb er sich erfolglos um seine Rückkehr in den Kongress. Bei den Wahlen des Jahres 1872 wurde Morrison dann aber im 17. Distrikt seines Staates erneut in das Repräsentantenhaus gewählt, wo er nach sechs Wiederwahlen bis zum 3. März 1887 sieben weitere Legislaturperioden absolvieren konnte. Seit 1883 vertrat er dort den 18. Bezirk seines Staates. Er war mehrfach Vorsitzender des Committee on Ways and Means. Außerdem leitete er zeitweise den Ausschuss zur Verwaltung der öffentlichen Liegenschaften und den Ausschuss zur Kontrolle der Ausgaben des Finanzministeriums. Im Jahr 1885 kandidierte er erfolglos für den US-Senat. 1886 scheiterte auch seine Wiederwahl in den Kongress. Während seiner Zeit im Kongress legte er ein Schwergewicht seiner Arbeit in die Durchsetzung von Preis- und Zollsenkungen.
In den Jahren 1856, 1868, 1884 und 1888 nahm Morrison als Delegierter an den jeweiligen Democratic National Conventions teil. Im August 1866 war er auch Delegierter zur National Union Convention in Philadelphia.
Kurz nach dem Ende seiner Amtszeit als Abgeordneter wurde er von Präsident Grover Cleveland am 22. März 1887 für einen der Sitz in der neu geschaffenen unabhängigen Regulierungsbehörde Interstate Commerce Commission berufen. Den Amtseid legte er am 31. März ab. Die formale Nominierung mit einer Amtszeit bis zum 31. Dezember 1891 und die unmittelbare Bestätigung durch den Senat erfolgte erst am 19. Januar 1888. Am 5. Januar 1892 wurde er für eine weitere sechsjährige Amtszeit nominiert und am folgenden Tag vom Senat bestätigt. Nachdem Thomas M. Cooley aus der ICC zurückgetreten war, war Morrison ab dem 4. September 1891 kommissarischer Leiter der Behörde, bis er am 19. März 1892 offiziell dazu ernannt wurde. Diese Position hatte er bis zum Ende seiner Amtszeit inne. Sein Nachfolger wurde William J. Calhoun.
Danach betätigte er sich wieder als Jurist. William Morrison starb am 29. September 1909 in Waterloo.